# Wienerschnitzel (snabbmatskedja)
Wienerschnitzel är en amerikansk snabbmatskedja grundad 1961 som Der Wienerschnitzel som namnet till trots säljer korv (hot dogs) och inte wienerschnitzel. Efterhand har sortimentet utökats med bland annat hamburgare och glass. En stor del av restaurangerna finns i Kalifornien och Texas men man finns även i Arizona, Colorado, Illinois, Louisiana, New Mexico, Nevada, Utah och Washington samt Guam. Wienerschnitzel ingår i Galardi Group.

## Historia
Wienerschnitzel grundades av John Galardi som öppnade den första restaurangen i Los Angeles 1961. Han hade då tidigare arbetat för Glen Bell, grundaren av Taco Bell. Han fick ansvar för en av Taco Bells restauranger som då hette Taco Tia och sparade ihop ett sparkapital på 6000 dollar. Glen Bell lånade summan men kunde inte betala tillbaka varpå han erbjöd restaurangen Galardi drev åt honom för 12 000 dollar. Galardi ville skapa ett eget koncept. En affärsman erbjöd sin hjälp att bygga en restaurang i Wilmington i Los Angeles. Då den låg bredvid en Taco Bell var kravet att sälja något annat än tacos och idén föll på korv. Namnet Wienerschnitzel kom hans fru på då hon letade igenom en kokbok.
1962 öppnade en drive-in-restaurang. 1973 utökades sortimentet med hamburgare. Wienerschnitzel upplevde en enorm tillväxt de först tio åren och antalet restauranger nådde sin topp 1975 med 450 stycken. Idag är antalet 350. I södra Kalifornien var efterfrågan stor under en period med en stor andel ung befolkning när "Babyboomers"-generationen växte upp. En majoritet av dem ägs av franchise-tagare. Den mest kända korven är chili dog men man säljer även hamburgare, corn dogs, pommes frites med mera.
Fram till 1977 hette man Der Wienerschnitzel och på senare år har "der" använts av företaget i reklamsammanhang, till exempel i slogans som "Der fun since '61!" och "DERlicious." Däremot är den korrekta formen på tyska "das". Den nuvarande logotypen skapades av den grafiska designern Saul Bass och började användas 1978.